# Eye for Eye

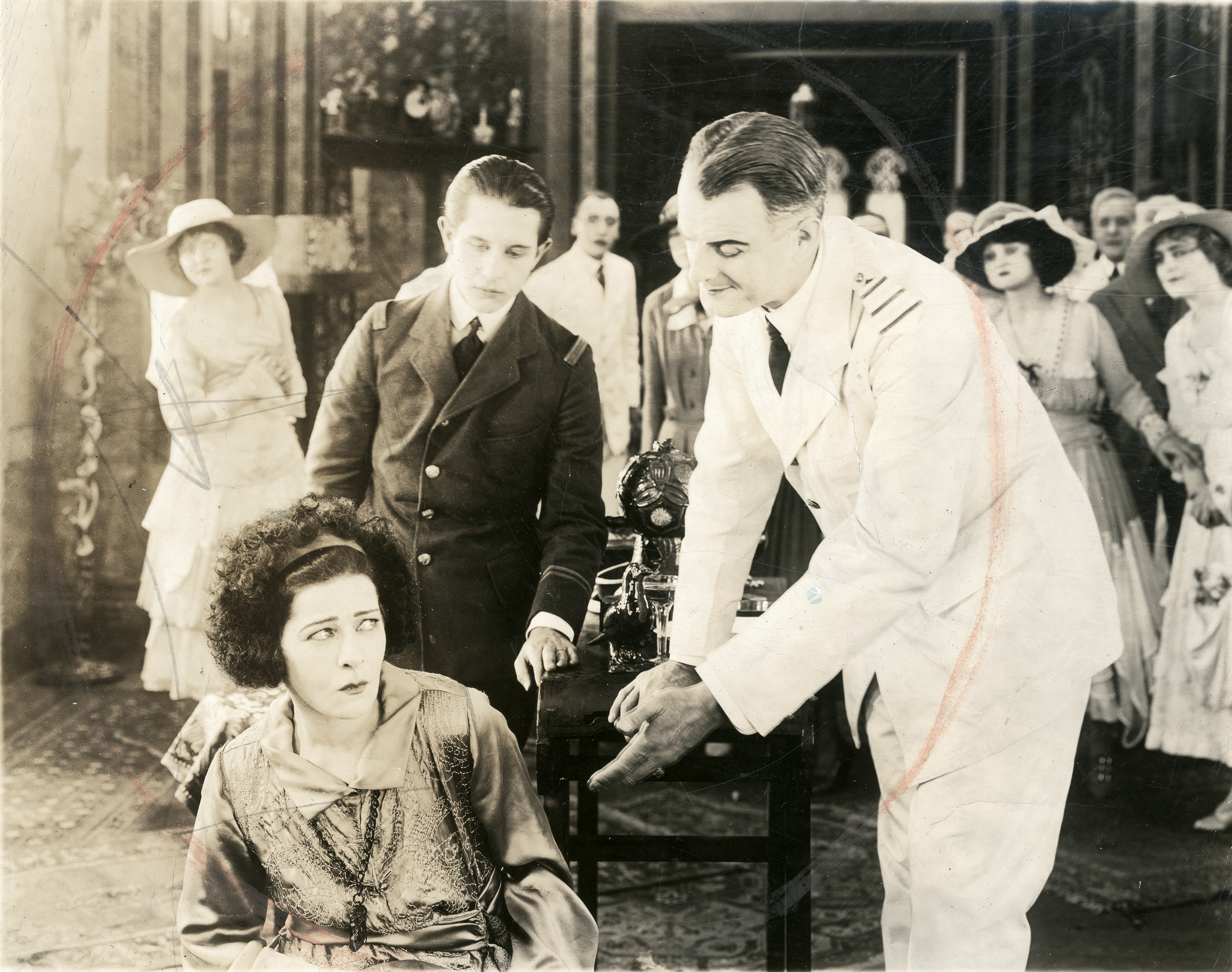
Cena do filme.

Eye for Eye é um filme mudo norte-americano de 1918, dirigido por Albert Capellani. Foi produzido por Richard A. Rowland e Alla Nazimova, e distribuído pela Metro Pictures. Nazimova também é a estrela em uma produção roteirizada por June Mathis. O filme é agora considerado perdido, mas existe um trailer na Biblioteca do Congresso, e há indícios de que pode haver uma cópia em Gosfilmofond, Rússia.

## Elenco
- Alla Nazimova - Hassouna
- Charles Bryant - Capitão de Cadiere
- Donald Gallaher - Ensign Arnauld
- Sally Crute - Madame Helene de Cadiere
- E. L. Fernandez - Taieb
- John Reinhardt - Paul Lecroix
- Louis Stern - O Sheik
- Charles Eldridge - Tootit
- Hardee Kirkland - Rambert
- Miriam Battista - irmãzinha da Hassouna
- William A. Cohill
- William T. Carleton

não creditados
- Anita Brown
- Barry Whitcomb
- Tatiane Krästile